# Hapalodectes
A Hapalodectes az emlősök (Mammalia) osztályának fosszilis Mesonychia rendjébe, ezen belül a Hapalodectidae családjába tartozó nem.

## Tudnivalók
A Hapalodectes (magyarul: „lágy harapású”) a Mesonychia rend vidraszerű képviselője volt, amely körülbelül 55 millió évvel élt ezelőtt, a paleocén és az eocén korok határán. Bár az első Hapalodectes maradványt a wyomingi eocén rétegben találták meg, az emlősnem Mongóliából származik, mivel a legidősebb példányt, amely egy Hapalodectes dux, a késő paleocéni Naran Bulak Formationból (Naran Bulak réteg) való. Egyesek rokonságba állítják e nemet az Archaeocetikkel, mint amilyen a Pakicetus is, mivel a két nem koponyája és fogazata igen hasonló.

## Rendszerezése
A nembe az alábbi fajok tartoznak:
- Hapalodectes anthracinus
- Hapalodectes hetangensis
- Hapalodectes dux
- Hapalodectes leptognathus
- Hapalodectes serus